# Municipio de Bemidji
El municipio de Bemidji (en inglés: Bemidji Township) es un municipio ubicado en el condado de Beltrami en el estado estadounidense de Minnesota. En el año 2010 tenía una población de 3134 habitantes y una densidad poblacional de 47,95 personas por km².

## Geografía
El municipio de Bemidji se encuentra ubicado en las coordenadas 47°25′49″N 94°53′29″O / 47.43028, -94.89139. Según la Oficina del Censo de los Estados Unidos, el municipio tiene una superficie total de 65.36 km², de la cual 53,43 km² corresponden a tierra firme y (18,26 %) 11,93 km² es agua.

## Demografía
Según el censo de 2010, había 3134 personas residiendo en el municipio de Bemidji. La densidad de población era de 47,95 hab./km². De los 3134 habitantes, el municipio de Bemidji estaba compuesto por el 88,99 % blancos, el 0,73 % eran afroamericanos, el 5,97 % eran amerindios, el 0,32 % eran asiáticos, el 0,29 % eran de otras razas y el 3,7 % eran de una mezcla de razas. Del total de la población el 1,02 % eran hispanos o latinos de cualquier raza.